# 韓德爾故居博物館

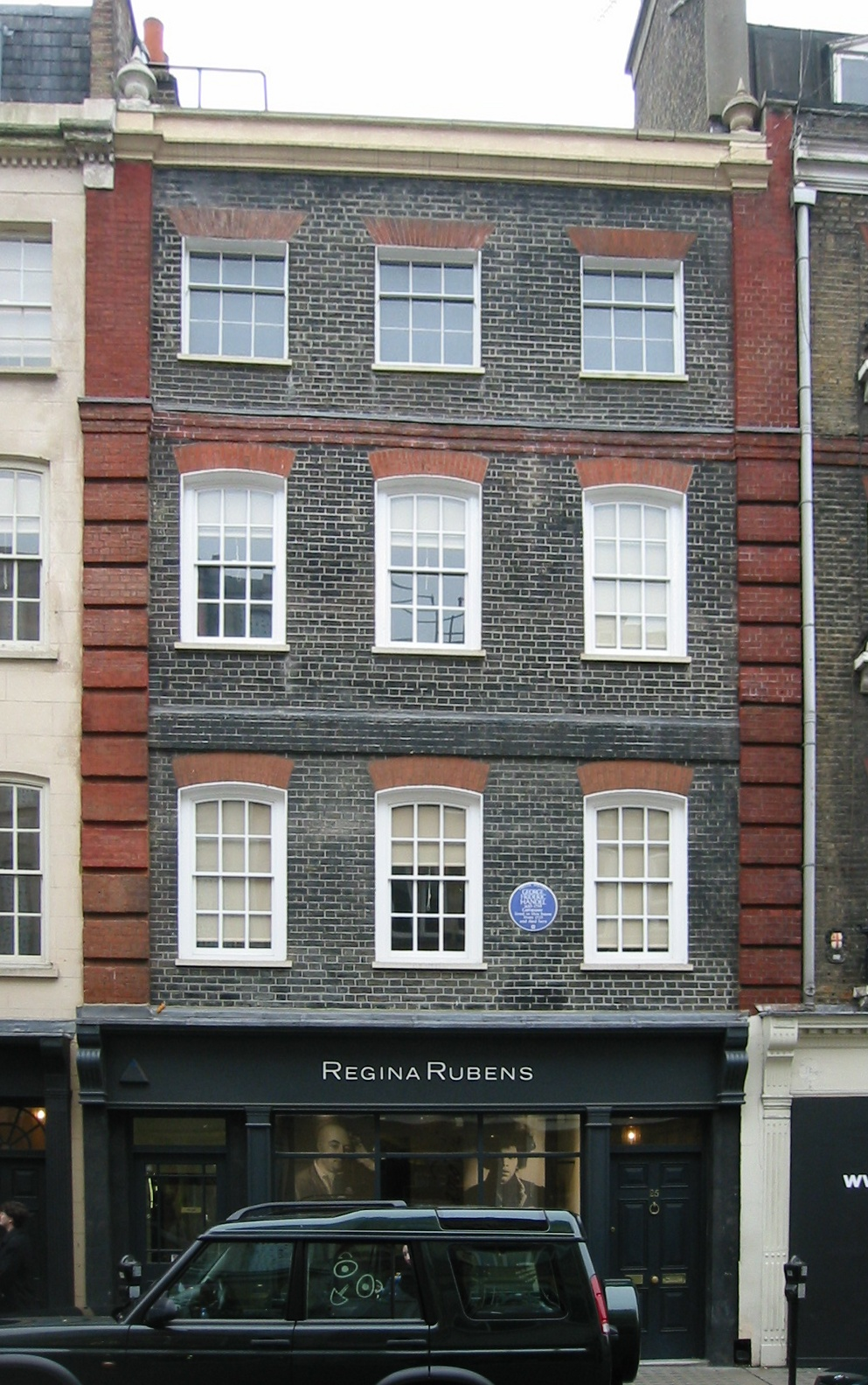
Handel House

韓德爾故居博物館（英語：Handel House Museum）是位於倫敦梅费尔的一座博物館。博物館所在建築是出生在德國的英國音樂家格奧爾格·弗里德里希·韓德爾在1723年至1759年期間的家。博物館開幕於2001年，收藏展示有樂器等展品。韓德爾故居博物館外觀是一座喬治風格建築。